# U-Boot-Bunker Nordsee III
Der U-Boot-Bunker Nordsee III war ein deutscher U-Boot-Bunker im Südhafen der Insel Helgoland.
Er besaß eine Länge von 156 m und eine Breite von 94 m und verfügte über drei Boxen mit einer Wasserbreite von 22 m.
Ende 1941 war sein Bau fertiggestellt.
Er wurde im Zeitraum von Januar 1942 bis März 1942 von U-Booten angelaufen. Dabei handelte es sich um die Boote U 116, U 154, U 155, U 158, U 160, U 162, U 209, U 252, U 334, U 353, U 403, U 404, U 406, U 437, U 455, U 456, U 457, U 503, U 504, U 505, U 507, U 563, U 587, U 588, U 589 und U 656, danach nur zwischenzeitlich von Räumbooten und Schnellbooten. Bei einem Angriff mit ferngesteuerten Bomben der Operation Aphrodite im August 1944 gelang den Alliierten kein Schlag gegen den Bunker. Nach einer zweijährigen Unterbrechung lief U 245 den Bunker Mitte Januar 1945 an. Anfang 1945 wurde der Bunker zum zweiten Stützpunkt der Kleinst-U-Boote vom Typ Seehund bestimmt. Am 30. April 1945 liefen U 143, U 145, U 149 und U 150 in den Bunker ein. Nach der Kapitulation liefen U 368, U 720 und U 1230 den Bunker an und wurden dort von den Briten übernommen.
Der Bunker wurde 1947 schließlich von den Alliierten gesprengt.